# Amon Tobin
Amon Adonai Santos de Araújo Tobin (Brazília, Rio de Janeiro, 1972. február 7. –), művésznevén Amon Tobin, egy brazil zenész, lemezlovas, és producer, aki beskatulyázhatatlan zenéiről híres, ami a jazz, a drum and bass, IDM és a szamba fúziója.

## Biográfia
Amon Adonai Santos de Araujo Tobin Rio de Janeiroban, Brazíliában született. A Tobin nevet az ír mostohaapjától örökölte. Fiatal korában Angliába költözött, ahol a helyi zenei színtéren különösen a hiphop, a dzsessz és a blues keltette fel az érdeklődését. Négy EP-t és egy albumot (Adventures In Foam) adott ki Cujo néven, mielőtt a Ninja Tune kiadóhoz szerződött volna, 1996-ban. Azóta öt, mind a kritikusok, mind a rajongók által széles körben elismert albumot adott ki a saját neve alatt. Hároméves kihagyás után szerződést írt alá a Ubisoft játék-kiadócéggel a Splinter Cell: Chaos Theory c. játék zenéjének elkészítésére, 2005-ben.
Amon Tobin jól ismert szerző az elektronikus zenei berkekben, különösen a hangeffekt-használata miatt. Gyakran használ akusztikus elemeket, régi motorhangokat, csöpögő csapokat és egyéb jellegzetes hangokat is (erre utal Foley Room c. albuma is, amely az angol nyelvben azt a szobát jelenti, ahol egy film számára veszik fel a hangeffekteket).
Az albumai és egyéb bedolgozásai mellett, Amon Tobin szerezte a Taxidermia c. magyar film zenéjét is (Márkos Alberttel).
Amon Tobin zenéjét sokszor használták reklámokban és filmelőzetesekben.

## Diszkográfia

### Albumok
- Adventures in Foam (Ninebar, 1996) (Cujo néven) (Re-issue, Ninja Tune, 2002)
- Bricolage (Ninja Tune, 1997)
- Permutation (Ninja Tune, 1998)
- Supermodified (Ninja Tune, 2000)
- Out from Out Where (Ninja Tune, 2002)
- Verbal Remixes & Collaborations (Ninja Tune, 2003)
- Chaos Theory – Splinter Cell 3 Soundtrack (Ninja Tune, 2005)
- Foley Room (Ninja Tune, 2007)
- Two Fingers (Ninja Tune, 2009)

### Szólók, Maxik, Remixek
- Curfew (1995) (Cujo néven)
- The Remixes (1996) (Cujo néven)
- Creatures (1996)
- Chomp Samba (1997)
- Mission (1997)
- Pirahna Breaks (1997)
- Like Regular Chickens (Danny Breaks & Dillinja Remixes) (1998)
- 4 Ton Mantis (2000)
- Slowly (2000)
- East To West (2002)
- Verbal (2002)
- Angel Of Theft (Slayer Boot) (2004) (Player néven kiadva)
- The Lighthouse (2005)
- Bloodstone EP (2007)
- Kitchen Sink Remixes EP (digital/12") (2007)
- Taxidermia EP (digital) (2008)

### Projektek
- Monthly Joint
- Freebies
- Infamous Soundtrack*